# CS-510
La CS-510 (Carretera Secundària 510) és una carretera de la Xarxa de Carreteres d'Andorra, que comunica la CG-5, amb el Mas de Ribafeta. També és anomenada Carretera del Mas de Ribafeta.
Segons la codificació de carreteres d'Andorra aquesta carretera correspon a una Carretera Secundària, és a dir, aquelles carreteres què comuniquen una Carretera General amb un poble o zona.
Aquesta carretera és d'ús local ja què només l'utilitzen los veïns de les poblacions que recorre.
La carretera té en total 1,1 quilòmetres de recorregut.

## Història, antiga CS-412
Fins a l'any 2007 aquesta carretera era anomenada com a CS-412, a partir d'aquest any es va reanomenar com a CS-510, lo nom actual. L'antiga CS-412 i l'actual CS-510 tenen lo mateix recorregut, l'únic que van canviar va ser lo nom.

## Camí del Coll de les Cases[3]
És un antic lloc de pas entre les Valls d'Arinsal i d'Ordino que ofereix unes vistes espectaculars de la cara nord del Pic Casamanya.
El Camí del Coll de les Cases s'inicia poc abans d'arribar al nucli urbà d'Arinsal: al desviament que trobarem en direcció al Mas de Ribafeta, on deixarem el cotxe. Seguint les marques del GR 11 (senyalitzades amb dues ratlles horitzontals, blanca i vermella), caminarem per la carretera de les Feixes (CS-510) fins al km 1, on trobem un rètol informatiu del Camí de les Cases. És de dificultat mitjana.
L'itinerari s'enfila seguint el canal del Coll de les Cases i després canvia de direcció cap al sud fins a arribar tot fent ziga-zagues per l'obac del Mas a la canal de Contallops. Més amunt ens toparem amb un tronc sec situat al mig del camí on podem fer una paradeta per descansar. Tot seguit, el camí puja dret durant 35 minuts fins que arribem al Coll de les Cases (1.954 m). Des d'aquest punt final del nostre itinerari podrem gaudir de les vistes panoràmiques de la parròquia de La Massana i Ordino.
La baixada es pot realitzar pel mateix camí o bé podem continuar el GR 11 fins al poble d'Arans a la parròquia d'Ordino. Cal tenir en compte que, si elegim aquesta darrera, haurem de preveure un mitjà de transport per tornar a Arinsal en el cas que hàgim aparcat el nostre vehicle allà.

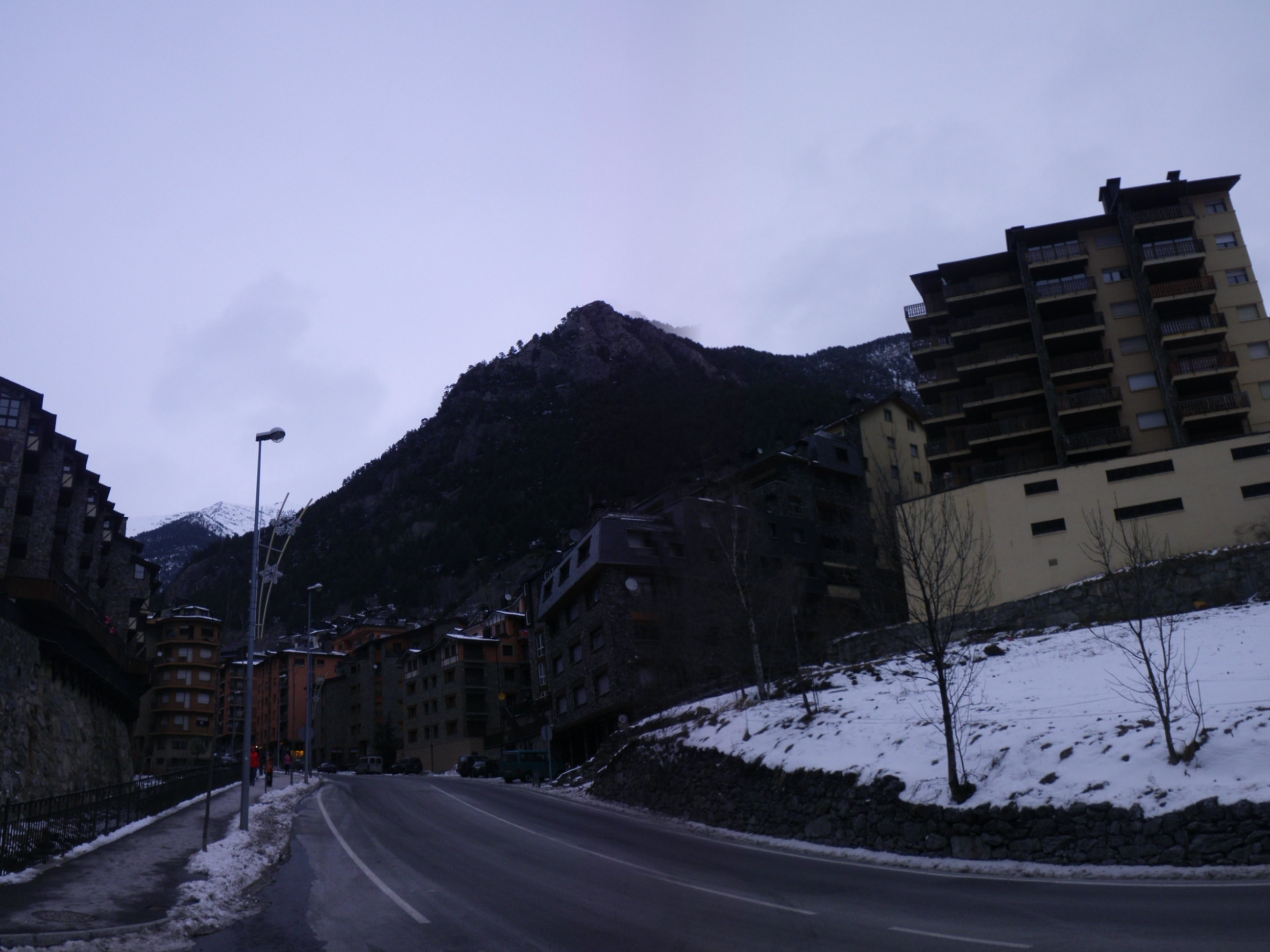
Mas de Ribafeta, CG5 amb CS510

## Recorregut[4][5]
- CG-5
- Mas de Ribafeta
- Urbanitzacions (La Llobereta)

| Tipus de Sortida | Direcció de la sortida    | Carretera que hi enllaça | Qm  |
| ---------------- | ------------------------- | ------------------------ | --- |
| CS-510           | Sortida                   | CG-5                     | 0   |
|                  | Mas de Ribafeta           |                          | 1,1 |
|                  | Urbanització La Llobereta | Carrer                   | 1,2 |